# ShockolaD (гурт)
ShockolaD — український музичний проєкт, заснований 2004 року. Це творчий тандем українських музикантів Ігоря Гнидина та Анастасії Литвинюк, які є його засновниками та ініціаторами.  Поєднує джаз, електроніку та українські етнічні мотиви.
Для віднайдення власного слухача гурт покладається насамперед на живі виступи та Інтернет. Часто концертує у Польщі.

## Історія гурту
У 2008 році учасники проєкту Ігор Гнидин, Анастасія Литвинюк та Дана Винницька отримали стипендію від міністра культури Польщі GAUDE POLONIA. Участь у стипендіальній програмі надала їм можливість навчатися у грандів польського джазу, а саме піаніста Анжея Ягодзінського, барабанщика Чеслава Бартковського та вокаліста Януша Шрома. Був також записаний перший альбом “Number One” із легендами польського джазу — трубачем Томашом Дабровським і контрабасистом Міхалом Яросем. Так народився «міжнародний» склад гурту. 
Над наступним альбомом «Покоси» працював уже суто український склад. Диск був записаний в Польщі. В 2010р був записаний альбом “Щедрий вечір з добрим джазом”, який перетворився в щорічний різдвяний концертний проєкт з одноіменною назвою. 

## Склад
- Ігор Гнидин — барабани
- Анастасія Литвинюк — клавішні
- Андрій Кохан — бас-гітара

Колишні учасники
- Іванка Червінська — вокал
- Міша Балог — саксофон
- Дана Винницька — вокал
- Сергій Бридун — бас-гітара
- Володимир Урбан — духові[1]

## Дискографія
- 2008 — Number One
- 2009 — Покоси
- 2010 — ShockolaD. JazzBez + Jazz Kolo. Live
- 2010 — Щедрий вечір з добрим jazzom
- 2012 — WORLD
- 2016 - NOVA